# جون ريتشاردسون (سياسي نيوزلندي)
جون ريتشاردسون (بالإنجليزية: John Richardson)‏ هو سياسي نيوزلندي، ولد في 4 أغسطس 1810 في بنغال، وتوفي في 6 ديسمبر 1878 في دنيدن في نيوزيلندا. انتخب عضو مجلس النواب النيوزيلندي (1862 – 1867).